# Яггід-Лім
Яггід-Лім (Ягітлім) (д/н — бл. 1820 до н. е.) — лугаль (володар) Третього царства Марі близько 1830—1820 років до н. е.

## Життєпис
Походив з аморейського племені сімалаїтів (перекладається як «лівобережні»). Про нього відомостей обмаль. Спочатку був правителем міста Супрум, підвладного МАрі. Близько 1830 року до н. е. за невідомих обставин, можливо в союзі з Іла-кабкабу, повалив лугаля Даган-… з династії Шаканаку-Аморей. Заснував власну династію Марі.
Розпочав активну зовнішню політику, спрямовану на підкорення аморейських племен та міст-держав. Невдовзі виступив проти свого союзника Іла-кабкабу, ішші-аккума (вождя) ханійців і правителя міста Терка. Останній спочатку завдав Яггід-Ліму поразки, захопив 2 містечка, а потім Іла-кабкабі вдалося зруйнувати стіну, що оточувала Марі або знаходилася поруч з містом. Пізніше цар Марі напав на Терку, яку захопив. Яггід-Лім повалив Іла-кабкабі і включив місто до складу свого царства. Іла-кабкабі з родиною втік. Більшість дослідників вважає, що вони знайшли притулок в Вавилоні.
Помер Яггід-Лім близько 1820 року до н. е. Йому спадкував син Яхдун-Лім.